# Normógrafo

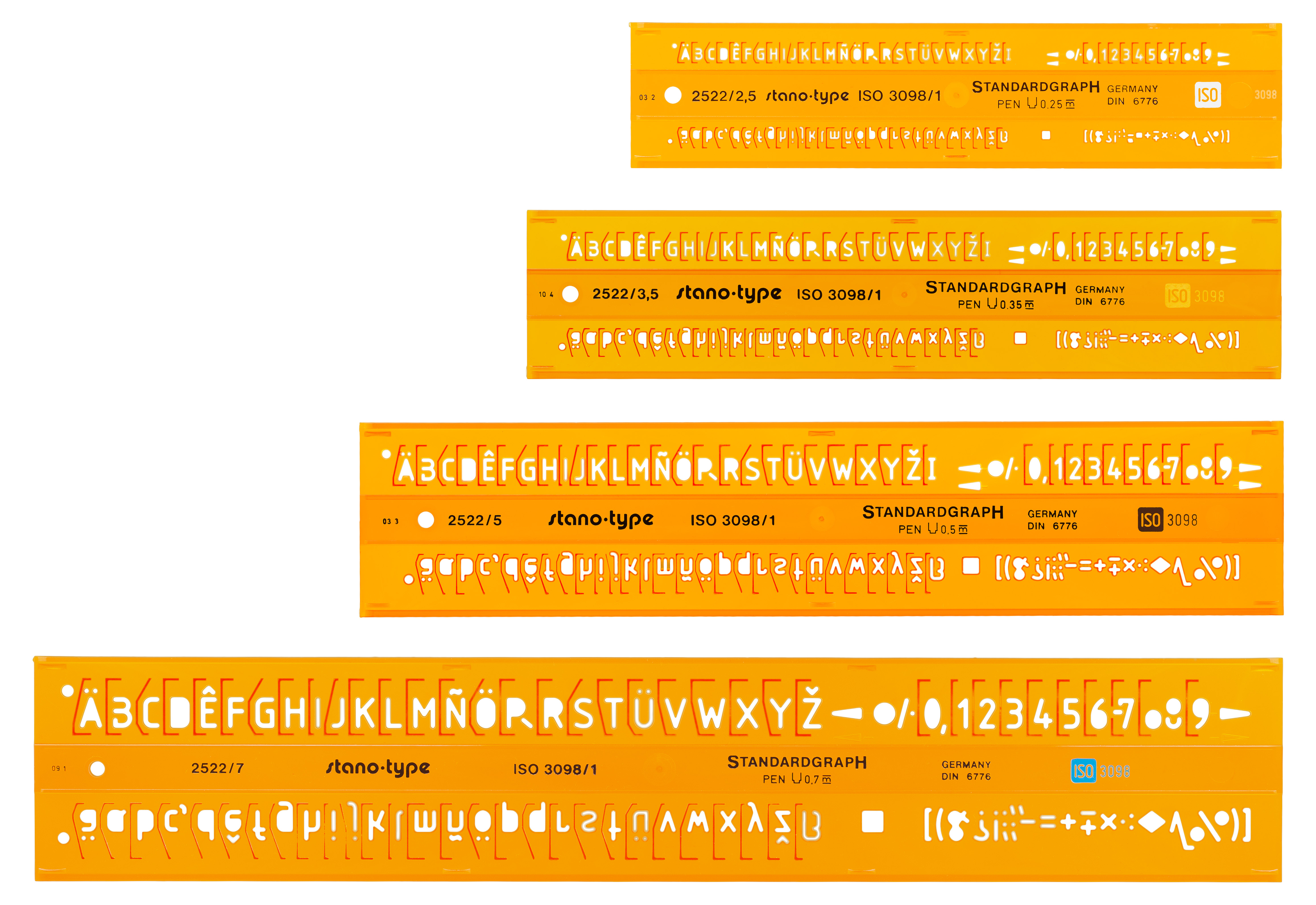
Normógrafos de 2,5 a 7 milímetros para desenhos técnicos.

O normógrafo é um instrumento auxiliar para desenho.
O tipo mais comum é o normógrafo para desenho de caracteres, porém há outros destinados ao desenho de formas geométricas, como círculos e polígonos. Pode ser uma régua vazada através da qual se desenham as letras e números ou então uma régua com sulcos no formato dos caracteres, que são transferidos para o papel através de um instrumento denominado de aranha para normógrafo.
O normógrafo do tipo "sulcado" é utilizado principalmente para desenho técnico e era muito utilizado nos escritórios de engenharia e arquitetura antes da popularização da computação gráfica e dos sistemas CAD para a representação de legendas e letreiros. Ainda hoje encontram-se esses equipamentos à venda, mas seu uso está bastante reduzido.
Conjuntamente com o normógrafo, pode ser usado um instrumento conhecido como aranha. Este possui um ponto de apoio, uma "ponta seca" e uma extremidade onde é presa a caneta. Utiliza-se-o com a ponta seca seguindo o sulco da régua do normógrafo, transferindo o desenho do caractere para o papel.